# Coconari
Coconari – wieś w Rumunii, w okręgu Buzău, w gminie Poșta Câlnău. W 2011 roku liczyła 509 mieszkańców.